# Elisabeth Coester

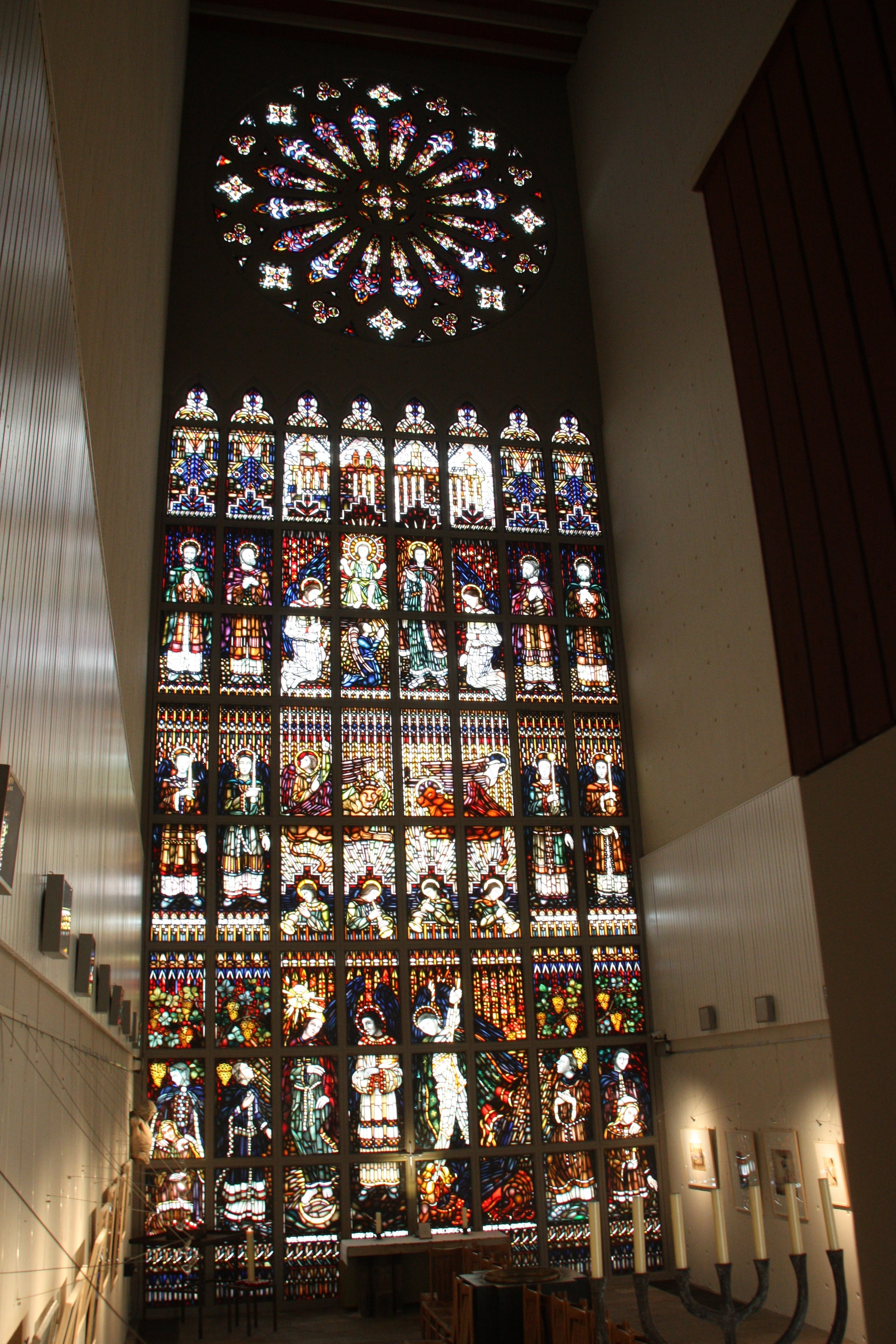
Fenster der Hauptkirche St. Nikolai (Hamburg-Harvestehude) (Foto: 2012)

Elisabeth Coester (* 20. Februar 1900 in Rödinghausen; † 18. Mai 1941 in Detmold) war eine deutsche expressionistische Glasmalerin und Paramentikerin evangelischer Konfession.

## Leben und Wirken
Elisabeth Coester, die später zeitweise mit ihrem Bruder, dem Bildhauer und Graphiker Otto Coester zusammenarbeitete, kam aus einer Arztfamilie in Barmen und schloss ihre Schulausbildung mit der mittleren Reife ab. Sie studierte anschließend an der Kunstgewerbeschule und der Textilfachschule Wuppertal. Ihr Lebenswerk widmete sie vorwiegend religiösen Themen.
Nach Abschluss des Studiums arbeitete sie zunächst in der Textilgestaltung. Sie fing erst an, sich mit der Glasmalerei zu beschäftigen, als sie nur zweiundzwanzigjährig den Auftrag für ein Kriegerehrungsfenster in der Soester Wiesenkirche erhielt. 1924 entwarf sie die Chorfenster der Deutschhauskirche in Würzburg, in der Zeit von 1926 bis 1929 die Paramente der Universitätskirche Marburg, sowie einen Altarwandteppich in der Größe von 8,00 Quadratmetern für die Kreuzkapelle in der Universitätskirche. Die Paramentik wurden sämtlich im Eisenacher Diakonissenhaus gewebt und gestickt. 1928 die Fensterwände der Stahlkirche der PRESSA (Internationale Presse-Ausstellung) in Köln (Architekt Otto Bartning) und die der evangelischen Nicolaikirche in Dortmund 1930 (Architekten Karl Pinno und Peter Grund). Diese beiden, viele 100 Quadratmeter großen Arbeiten legten den Grundstein für ihre damalige Berühmtheit. Beide Bauten stellten für ihre Zeit wegweisende Architekturen dar. Die Fenster beider Kirchen wurden im Zweiten Weltkrieg vernichtet, so dass die Originale ihres Hauptwerks nicht mehr existieren. Ebenfalls im Zweiten Weltkrieg wurden ihre Werke in der Soester Wiesenkirche bis auf wenige Reste zerstört.
Elisabeth Coester entwickelte die Aufeinanderfolge einzelner Fenster zur geschlossenen gläsernen Wand, so dass sie dem Ziel gotischer Glaskunst nahekam. So erhielten die Stahlkirche in Essen und die Eisenbetonkirche St. Nicolai in Dortmund vielfarbige, hell leuchtende Glaswände von acht- bzw. fünfhundert Quadratmeter Flächengröße.

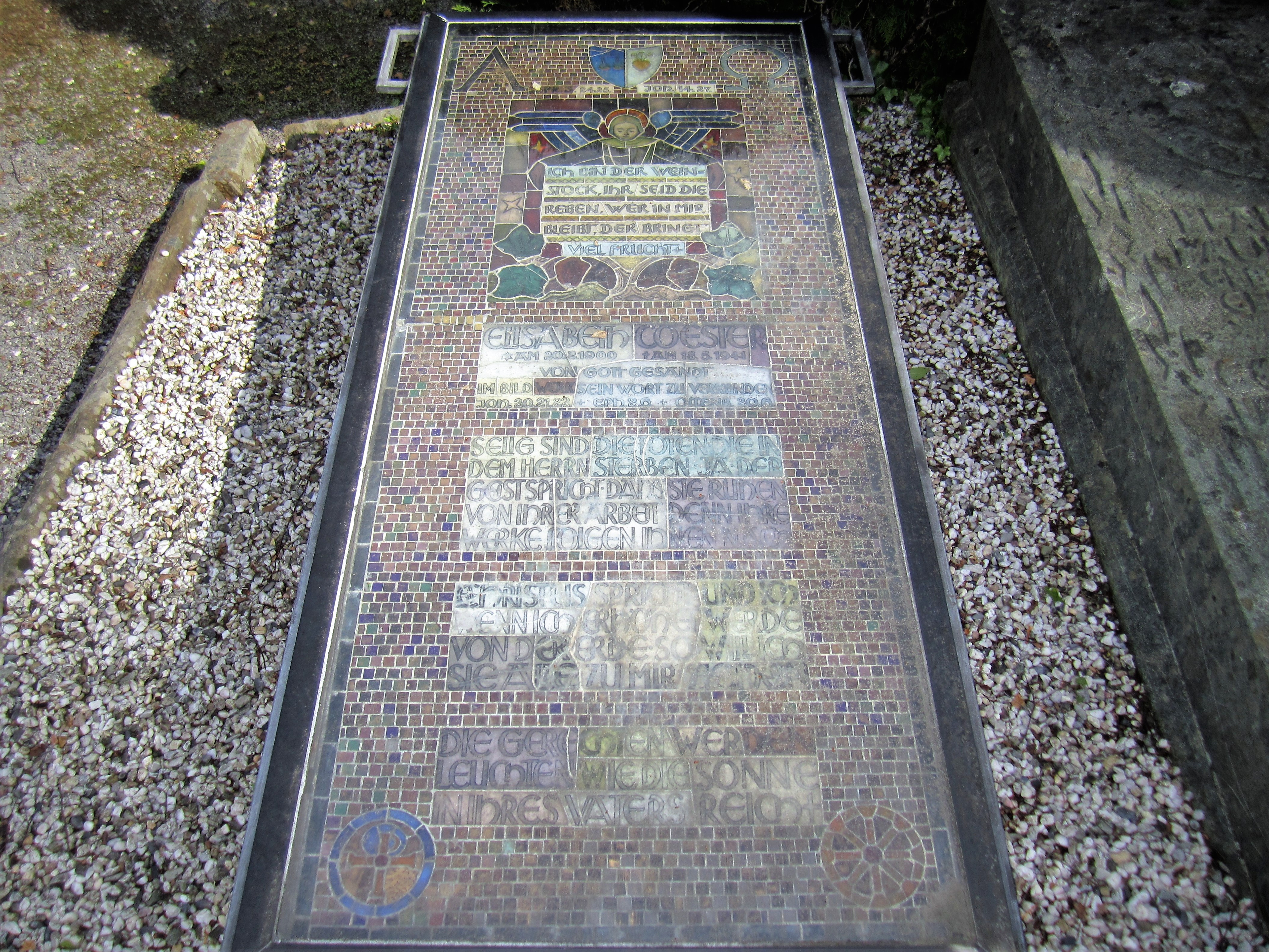
Grabmal Elisabeth Coester (Foto: 2015)

Es folgten weitere Arbeiten für Kirchen in Merzig, Kaltennordheim, Elbingerode, Kellinghusen und Hamm sowie für zwei Hamburger Kirchen und die Friedhofskapelle in Hagen-Hohenlimburg. Ihr 1939 für die Hamburger St.-Nikolai-Kirche geschaffenes Fenster wurde wegen des Krieges nicht eingebaut und überstand deshalb die Zerstörung der Kirche. 1962 wurde es in den Neubau in Harvestehude integriert.
Elisabeth Coester schuf auch freie Malereien und Grafiken. Die Textilkunst blieb ein weiterer wichtiger Arbeitsbereich: Sie leitete die Paramentenanstalt in Eisenach bis zu ihrem Tod, wo sie maßgeblich auf die Neuschaffung und -belebung christlicher Symbolik einwirkte.
Ein Teil ihres Nachlasses wurde 1994 der Stiftung Museum Schloss Moyland überlassen.
Ihr letztes großes Werk war die Altarwand der reformierten Friedhofskapelle in Hohenlimburg/Westfalen. Dort wurde sie, nachdem sie 41-jährig gestorben war, auch beigesetzt.
Ein Teil ihres schriftlichen Nachlasses befindet sich im Deutschen Kunstarchiv im Germanischen Nationalmuseum in Nürnberg.